# Daly Waters
Daly Waters is een plaats in het Australische Noordelijk Territorium. De plaats ligt 620 km ten zuiden van Darwin op de plaats waar de Savannah Highway vanuit Cairns uitkomt op de Stuart Highway vanuit
Alice Springs. De plaats heeft slechts 16 inwoners.
Een bekend punt in Daly Waters is Stuart's Tree, waarin de ontdekkingsreiziger John McDouall Stuart in 1862 tijdens zijn expeditie door Australië een S kerfde. De plaats is vernoemd naar de bronnen (waters) en de toenmalige gouverneur van Zuid-Australië, Dominick Daly. De andere attractie is de Daly Waters Pub, dat voor de deur het "meest afgelegen verkeerslicht" van Australië heeft geplaatst.

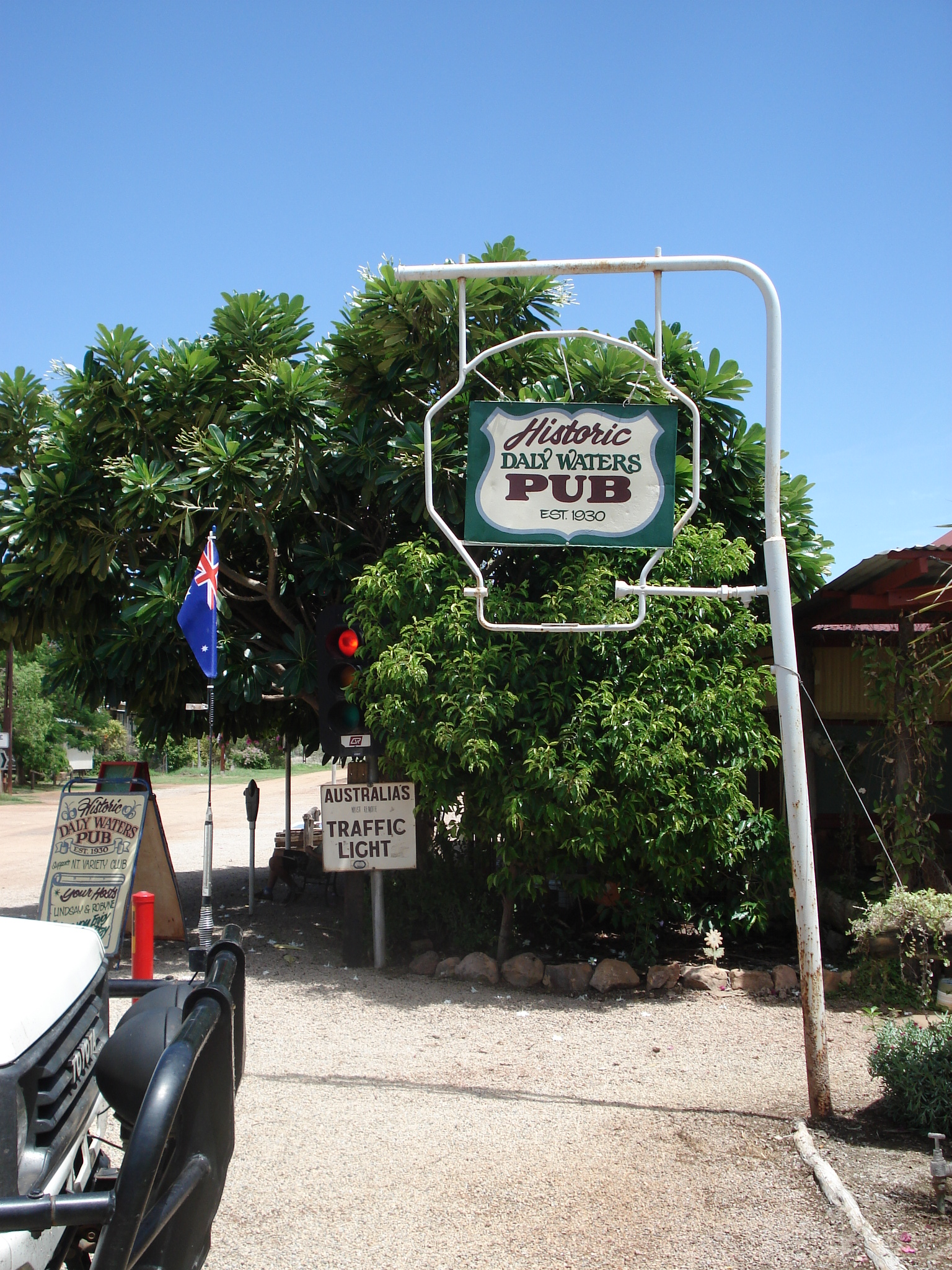
Daly Waters Pub